# Светлана Шаренкова
Светлана Стефанова Шаренкова е български политик от Българската социалистическа партия от 1987 до изключването ѝ през 11 февруари 2023 г., издател и общественик. Председател на Форум „България – Русия“.

## Биография
Родена е на 29 август 1961 г. в София. Завършила е Московския държавен университет „М. Ломоносов“, специалност „Социална психология“. Работила е в Института по социология към Българската академия на науките (1987 – 1995). Доктор по обществени комуникации и информационни науки с дисертация на тема „Славянско-православен цивилизационен проект (Опит за нова геополитика)“ и с научни ръководители проф. Стоян Денчев и доц. Милен Куманов (2012 г.), от 2016 г. е почетен професор в Университета по библиотекознание и информационни технологии (УниБИТ), преподавател в Института по лидерство към УниБИТ – специалност „Геополитика и цивилизационни модели“.
Работила е като заместник-председател на Държавния комитет за младежта, спорта и децата (1995). Директор на Националния дарителски фонд „13 века България“ с ранг заместник-министър на културата (1996 – 1997).
Издател е на редица книги за съвременна Русия и нейните ръководители: Борис Елцин, Владимир Путин, Евгений Примаков, Сергей Лавров, Игор Иванов, ген. Асламбек Аслаханов, Юрий Лужков, Александър Дзасохов, московския и на цяла Русия патриарх Кирил и други.
Светлана Шаренкова е председател на Форум „България – Русия“ (от 2002 г.), заместник-председател на Федерацията за приятелство с народите на Русия и ОНД, член на УС на Института по теория и практика на лидерството „Стефан Стамболов“ и на ръководството на Всемирната асоциация на руската преса (1999). Член на Форум България – Китай (от 2012).
От 1997 г. се занимава с издателски бизнес:
- създател и изпълнителен директор на „Българо-руски информационен пул“ ООД
- основател и издател на двуезичния вестник в. „Русия днес – Россия сегодня“ (1997)
- издател на ежедневния вестник „Земя“
- основател и издател на двуезичния вестник в. „Китай днес/今日中国“[3]
- управител е на рекламна агенция „Евромедия“ ООД[4].

Светлана Шаренкова е член на БСП от 1987 г., член на Националния съвет на партията от 2012 г и председател на Съвета по култура и медии към НС на БСП (2020). Противник е на председателката на БСП Корнелия Нинова.
На 11 февруари 2023 г. Шаренкова е изключена от партия БСП.

## Награди
През 2012 г. е наградена от московския и на цяла Русия патриарх Кирил с църковния орден „Света равноапостолна княгиня Олга“ (II степен). На следващата година за дейността си е наградена от президента на Руската федерация Владимир Путин с орден „Дружба“.
През 2015 г. е наградена от министър-председателя на Русия Дмитрий Медведев с Правителствената премия на правителство на Руската федерация в областта на медиите.
През 2021 г. е удостоена с наградата на НС на БСП за политическа журналистика и публицистика „Георги Кирков – Майстора“.

## Семейство
Баща ѝ проф. Стефан Шаренков е университетски преподавател по политическа икономия, починал 1995 г.
Майка ѝ е микробиолог ст.н.с Христина Шаренкова, починала 1997 г.
През 1982 г. сключва брак с грузинеца Владимир Тутберидзе (по-късно се разделят), който е назначен като съдебен психолог в НИКК на МВР през 1983 г., а през 2001 г. е експулсиран от България като заплаха за националната сигурност. През 2003 г. от Владимир Тутберизде са снети всички обвинения и той се връща в България, където живее и работи. Имат един син Стефан.

## Книги
- България-Русия. Исторически очерк, на бълг. и рус. (2000, 2003)
- Славянска Европа, на бълг и рус. (2002, 2004)
- Лидерът. Щрихи към портрета на Владимир Путин (2009)
- Българска памет за Русия (2011)
- Славянско – православен цивилизационен проект. Опит за нова геополитика, монография, на бълг. и рус. (2012, 2013)
- Речник по геополитика (2013)